# Lorena Vera
Lorena Vera (Oaxaca de Juárez, Oaxaca, México, 1972) es una compositora, productora,  bailarina, actriz y  cantante mexicana de música tradicional actual vocalista de la banda mexicana de world music "Lorena y Los Alebrijes", en su estilo musical mezcla sonidos como: jazz, blues, cumbia y  chilena.

## Biografía
Lorena Vera nació en la Ciudad de Oaxaca,  empezó a cantar desde la adolescencia iniciando sus estudios musicales en el “Centro de Educación Artística de Oaxaca”  ya que siempre mostró interés por el canto, al culminar sus estudios básicos en el CEDART ingresó al Instituto de Ciencias y Artes de Oaxaca en donde tomó clases de canto y actuación, posteriormente tomó clases de danza contemporánea en la “Casa de la Cultura Oaxaqueña”, años más tarde culminó sus estudios musicales, en 1999 en su afán de crear un proyecto musical creativo conoce a Ignacio Carrillo con quien inició una intensa investigación y experimentación de los sonidos de distintas culturas enfocándose en la zona afro-mexicana de la Costa Chica de Oaxaca es ahí donde surgió Lorena y Los Alebrijes un proyecto musical de fusión y mezcla de distintos sonidos enfocados en interpretar piezas del repertorio cultural del Estado de Oaxaca. Lorena Vera ha sido becaria del FOESCA su formación musical ha sido autodidacta ya que escribe parte de las canciones que interpreta con arreglos de músicos como el percusionista  Ignacio Lico Carrillo, el pianista Jorge Villanueva y el guitarrista Jesús Medina.
Además del trabajo musical que Vera ha realizado se destacan sus participaciones como actriz en espectáculos músico-teatrales como “Son de la Calavera” y “Mujer de Maíz” y ha producido los materiales de Los Alebrijes con el cual ha promovido a través de la música la cultura de comunidades indígenas marginadas.